# 佩尼亞布蘭卡 (新墨西哥州)
佩尼亞布蘭卡（英語：Peña Blanca）是位於美國新墨西哥州桑多瓦爾縣的普查規定居民點。

## 人口
根據2020年美國人口普查的數據，佩尼亞布蘭卡的面積為17.84平方千米，皆為陸地。當地共有人口624人，而人口密度為每平方千米34.98人。